# Leksands OK
Leksands OK bildades 1981 då orienteringssektionen i Leksands IF bröt sig ur och bildade en renodlad orienteringsklubb. Klubben har cirka 350 st medlemmar och har haft stora framgångar på elitnivå, bland annat ett SM-silver i lag 2007 och fostrat framgångsrika orienterare som Kalle Dalin.